# 75-й меридіан західної довготи
75-й меридіан західної довготи — лінія довготи, що лежить на 75 градусів західніше Гринвіцького меридіана. Вона проходить від Північного полюса через Північний Льодовитий океан, Північну Америку, Атлантичний океан, Південну Америку, Тихий океан, Південний океан та Антарктиду до Південного полюса.
75-й меридіан західної довготи формує велике коло разом із 105-тим меридіаном східної довготи.
Це центральний меридіан часового поясу UTC-5, також відомого як Північноамериканський східний час

## Список географічних об'єктів, що перетинає 75° зх. д.
Починаючи на Північному полюсі та рухаючись до Південного полюса, 75-й меридіан західної довготи проходить через:
| Координати                                                 | Країна, територія або море | Примітки |
| ---------------------------------------------------------- | -------------------------- | --- |
| 90°0′ пн. ш. 75°0′ зх. д. / 90.000° пн. ш. 75.000° зх. д.  | Північний Льодовитий океан | |
| 83°3′ пн. ш. 75°0′ зх. д. / 83.050° пн. ш. 75.000° зх. д.  | Канада                     | Нунавут — проходить через острів Елсмір |
| 78°32′ пн. ш. 75°0′ зх. д. / 78.533° пн. ш. 75.000° зх. д. | Море Баффіна               | |
| 72°18′ пн. ш. 75°0′ зх. д. / 72.300° пн. ш. 75.000° зх. д. | Канада                     | Нунавут — проходить через Баффінову Землю та острів Фолі[en] |
| 68°22′ пн. ш. 75°0′ зх. д. / 68.367° пн. ш. 75.000° зх. д. | Затока Фокс                | Проходить східніше острова Принца Чарльза, Нунавут, Канада |
| 65°22′ пн. ш. 75°0′ зх. д. / 65.367° пн. ш. 75.000° зх. д. | Канада                     | Нунавут — проходить через півострів Фокс[en] на Баффіновій Землі |
| 64°25′ пн. ш. 75°0′ зх. д. / 64.417° пн. ш. 75.000° зх. д. | Гудзонова протока          | |
| 62°16′ пн. ш. 75°0′ зх. д. / 62.267° пн. ш. 75.000° зх. д. | Канада                     | Квебек Онтаріо |
| 44°59′ пн. ш. 75°0′ зх. д. / 44.983° пн. ш. 75.000° зх. д. | США                        | Нью-Йорк Пенсільванія Нью-Джерсі Пенсільванія Нью-Джерсі |
| 39°11′ пн. ш. 75°0′ зх. д. / 39.183° пн. ш. 75.000° зх. д. | Делаверська затока         | |
| 38°50′ пн. ш. 75°0′ зх. д. / 38.833° пн. ш. 75.000° зх. д. | Атлантичний океан          | Проходить східніше півострова Делмарва, США Проходить східніше острова Консепшн[en], Багамські Острови Проходить західніше острова Рум-Кей[en], Багамські Острови |
| 23°7′ пн. ш. 75°0′ зх. д. / 23.117° пн. ш. 75.000° зх. д.  | Багамські Острови          | Проходить через острів Лонг-Айленд [en] |
| 23°5′ пн. ш. 75°0′ зх. д. / 23.083° пн. ш. 75.000° зх. д.  | Атлантичний океан          | |
| 20°42′ пн. ш. 75°0′ зх. д. / 20.700° пн. ш. 75.000° зх. д. | Куба                       | Проходить через острів Куба |
| 19°55′ пн. ш. 75°0′ зх. д. / 19.917° пн. ш. 75.000° зх. д. | Карибське море             | Проходить східніше острова Навасса, Зовнішні малі острови США |
| 10°59′ пн. ш. 75°0′ зх. д. / 10.983° пн. ш. 75.000° зх. д. | Колумбія                   | |
| 0°7′ пд. ш. 75°0′ зх. д. / 0.117° пд. ш. 75.000° зх. д.    | Перу                       | |
| 15°28′ пд. ш. 75°0′ зх. д. / 15.467° пд. ш. 75.000° зх. д. | Тихий океан                | Проходить західніше острова Гуафо[en], Чилі Проходить східніше острова Гуамблін[en] |
| 45°52′ пд. ш. 75°0′ зх. д. / 45.867° пд. ш. 75.000° зх. д. | Чилі                       | |
| 46°45′ пд. ш. 75°0′ зх. д. / 46.750° пд. ш. 75.000° зх. д. | Тихий океан                | Затока Пеньяс |
| 47°42′ пд. ш. 75°0′ зх. д. / 47.700° пд. ш. 75.000° зх. д. | Чилі                       | Проходить через острови Чилійського архіпелагу[en], зокрема через Вейджер[en], Прат[en], Серрано[en], Кнорр[es], Веллінгтон, Ангамос[en], Мадре-де-Дьйос[en], Анафур, Доньяс[es], Валенсуела[es], Дагігно, Агустін, Дієго-де-Альмагро[en], Хорхе-Монтт[en], Рамірес[en] та Контрерас[en] |
| 52°7′ пд. ш. 75°0′ зх. д. / 52.117° пд. ш. 75.000° зх. д.  | Тихий океан                | |
| 60°0′ пд. ш. 75°0′ зх. д. / 60.000° пд. ш. 75.000° зх. д.  | Південний океан            | |
| 69°31′ пд. ш. 75°0′ зх. д. / 69.517° пд. ш. 75.000° зх. д. | Антарктида                 | Проходить через Чилійську Антарктику (претендує Чилі) та Британську Антарктичну Територію (претендує Велика Британія) |